# モンテクリスト (葉巻)

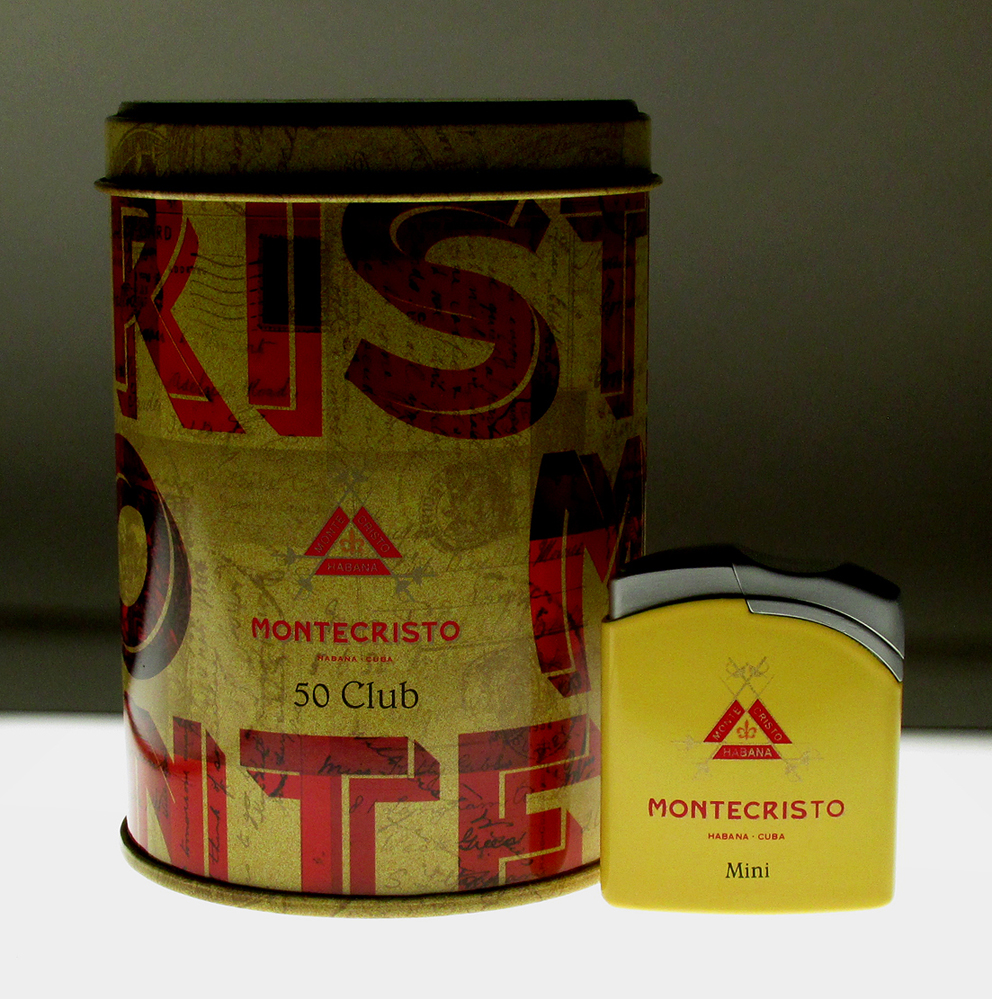
Montecristo Club.

モンテクリスト（Montecristo）は、キューバ共和国で生産されている葉巻の銘柄の1つである。

## 概要
アストリア出身のアロンソ・メネンデスが1935年にH.アップマン工場で製造を開始、アレクサンドル・デュマの「モンテクリスト伯」に登場する主人公にちなんで名前を付けたブランドである。アロンソ・メネンデスは当時業績の良くなかったH.アップマンを購入し、工場を近代化し、このブランドをキューバ3大シガーの1つと言われるまで成長させた。キューバ産葉巻輸出の約25％はモンテクリストが占めている。「モンティーズ」というモンテクリスト愛好家を表す言葉もある。
葉巻工場では葉巻職人たちが退屈しないように、作業中にさまざまな物語を朗読するLector（レクトール）という職種があり、彼らが読み上げる物語の中で葉巻職人（トルセドール）たちのお気に入りの読み物の一つであったことが「モンテクリスト」という名の由来である。同様の由来を持つ葉巻は「ロメオ y ジュリエッタ」「サンチョ・パンザ」などがある。

## 種類
代表的な銘柄はNo.1〜5で各種限定品は無論のこと、小さめのペティコロナサイズ、ミニシガリロまで種類は豊富である。キューバ葉巻最大サイズの‘A’（アー）等がある。
当初はNo.1～7の7種類から始まり、その後‘A’（アー）とエスペシアルが追加され、更に新たな種類が追加されている。
| 製品名                     | 長さ  | 太さ                   | 備考                   |
| -------------------------- | ----- | ---------------------- | ---------------------- |
| モンテクリスト No.1        | 165mm | 16.67mm                | ロンズデール           |
| モンテクリスト No.2        | 156mm | 20.64mm                | ピラミデス             |
| モンテクリスト No.3        | 142mm | 16.67mm                | コロナ                 |
| モンテクリスト No.4        | 129mm | 16.67mm                | ペティコロナ           |
| モンテクリスト No.5        | 102mm | 15.87mm                | ドゥミコロナ           |
| モンテクリスト ‘A’（アー） | 235mm | 18.65mm                | グラン・コロナ         |
| エドムンド                 | 135mm | 20.64mm                | ロブスト               |
| ペティ・エドムンド         | 110mm | 20.64mm                | ロブスト               |
| エスペシアレス             | 192mm | 15.08mm                | パルマ・ラルガ         |
| エスペシアレス No.2        | 152mm | 15.08mm                | パルマ                 |
| ホイタス                   | 115mm | 10.32mm                | ミニ・パナテラ         |
| チュボス                   | 155mm | 16.67mm                | コロナ・ゴルダ         |
| ペティ・チュボス           | 129mm | 16.67mm                | ペティ・コロナ         |
| シガリロ                   |       |                        |                        |
| 製品名                     | 本数  | 備考                   | 備考                   |
| ミニ                       | 20本  | 50本入りもあり、6500円 | 50本入りもあり、6500円 |
| クラブ                     | 20本  |                        |                        |

## その他
- 葉巻職人たちの退屈防止の朗読は、特に19世紀から20世紀初頭には冒険小説の人気が高かった。現在では主に新聞が朗読されている。
- キューバの革命家チェ・ゲバラが愛用した葉巻としても知られる。